# لوغان ستانلي
لوغان ستانلي هو لاعب هوكي الجليد كندي، ولد في 26 مايو 1998 في واترلو في كندا.

## وصلات خارجية
- لوغان ستانلي على موقع دوري الهوكي الوطني (الإنجليزية)
- لوغان ستانلي على موقع EliteProspects.com (الإنجليزية)
- لوغان ستانلي على موقع HockeyDB.com (الإنجليزية)